# 번영로 (아산시)
번영로(Beonyeong-ro)는 대한민국 충청남도 아산시 온양동 터미널앞 교차로에서 아산시 온양동을 잇는 도로다.

## 주요 경유지
충청남도
- 아산시 온양동

## 노선 경로
| 이름            | 접속 노선 | 경유지 | 경유지 | 비고 |
| --------------- | --------- | ------ | ------ | ---- |
| 터미널앞 교차로 | 모종로    | 아산시 | 온양동 |      |
| 동천교회사거리  | 삼동로    | 아산시 | 온양동 |      |
| 한올고사거리    | 청운로    | 아산시 | 온양동 |      |
| 아고오거리      | 충무로    | 아산시 | 온양동 |      |
| 시민로사거리    | 시민로    | 아산시 | 온양동 |      |
| 토정1교         |           | 아산시 | 온양동 |      |
| 온양1동사거리   | 아산로    | 아산시 | 온양동 |      |
| (이름없음)      | 온천대로  | 아산시 | 온양동 |      |

## 주요건물및 시설
- 미니스톱 아산파라뷰점 (충청남도 아산시 온양동번영로 18)
- GS25 아산시민점 (충청남도 아산시 온양동 번영로 67)
- 온양1동 행정복지센터 (충청남도 아산시 온양동 번영로 77)
- 세븐일레븐 충남아산점 (충청남도 아산시 온양동번영로 78)
- 농협 아산 원예농협 권곡지점 (충청남도 아산시 온양동 번영로 170)
- 기아온천대리점 (충청남도 아산시 온양동번영로 195)
- GS25 아산동백점 (충청남도 아산시 온양동 번영로 205)
- 투썸플레이스 아산터미널점 (충청남도 아산시 온양동 번영로 212)
- 신우새마을금고 본점 (충청남도 아산시 온양동번영로 213)
- 아산동양고속버스터미널 (충청남도 아산시 온양동번영로 223)
- KT 플라자 아산터미널점 (충청남도 아산시 온양동 번영로 224)
- 아산시외버스터미널 (충청남도 아산시 온양동번영로 225)
- CU 아산복합터미널점 (충청남도 아산시 온양동번영로 225)
- 롯데마트 아산터미널점 (충청남도 아산시 온양동번영로 225)
- 롯데하이마트 아산터미널 롯데마트점 (충청남도 아산시 온양동번영로 225)
- 엔제리너스 롯데시네아산터미널 T/O점 (충청남도 아산시 온양동번영로 225)
- 롯데시네마 아산터미널 (충청남도 아산시 온양동번영로 225)
- 농협 온양농협 터미널지점 (충청남도 아산시 온양동번영로 226)
- 롯데리아 온양온천점 (충청남도 아산시 온양동번영로 230)
- 스타벅스 아산터미널점 (충청남도 아산시 온양동번영로 232)

## 사진

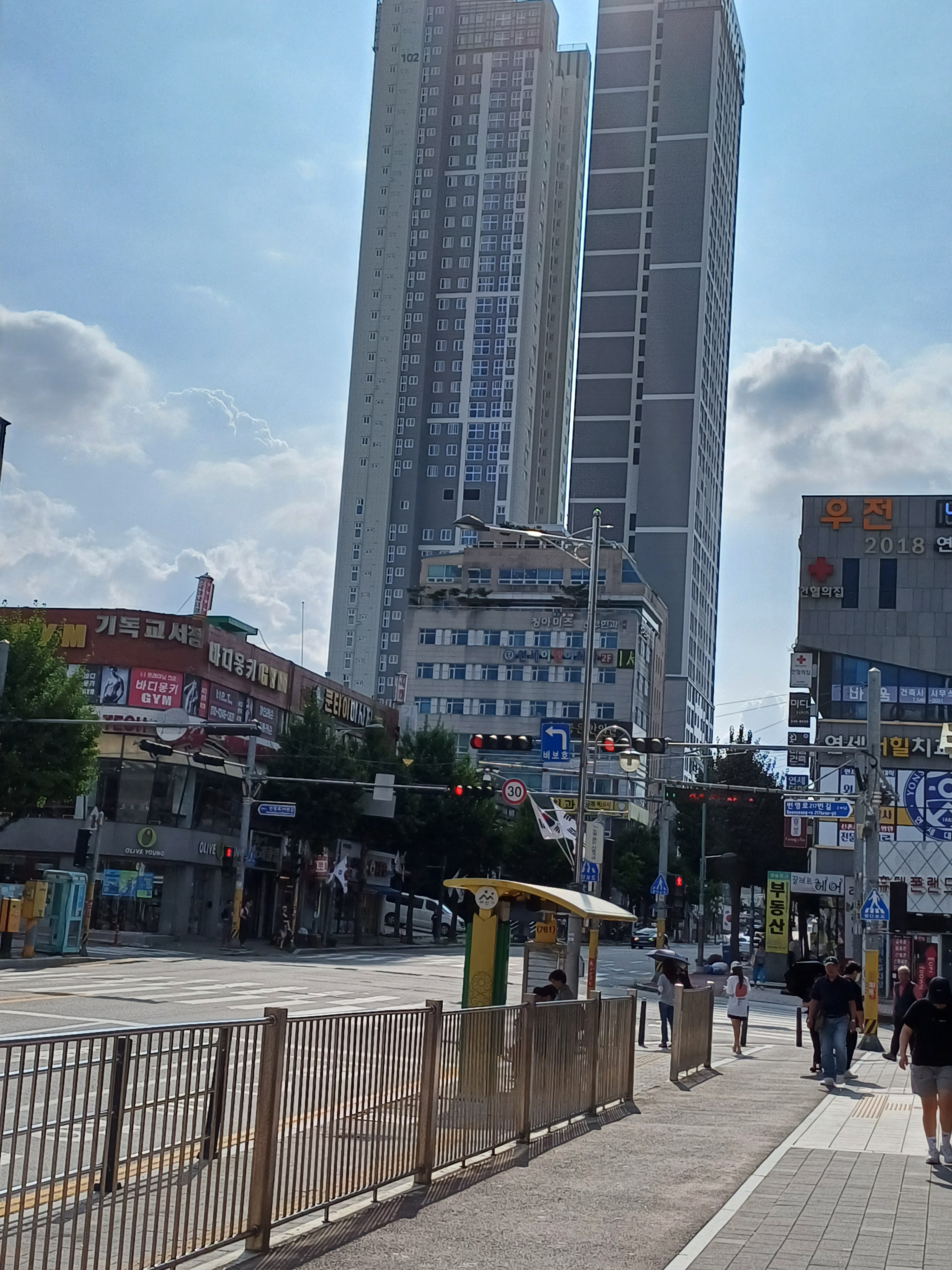
아산고속버스터미널 앞